# Giraffoidea
A Giraffoidea az emlősök (Mammalia) osztályába és a párosujjú patások (Artiodactyla) rendjébe tartozó öregcsalád.

## Rendszerezés
Az öregcsaládba az alábbi 2 élő család és 1 fosszilis család tartozik:
- villásszarvúantilop-félék (Antilocapridae) J. E. Gray, 1866
- †Climacoceratidae Hamilton, 1978
- zsiráffélék (Giraffidae) J. E. Gray, 1821

### Fordítás
- Ez a szócikk részben vagy egészben  a   Giraffoidea című angol Wikipédia-szócikk ezen változatának fordításán alapul.  Az eredeti cikk szerkesztőit annak laptörténete sorolja fel. Ez a jelzés csupán a megfogalmazás eredetét és a szerzői jogokat jelzi, nem szolgál a cikkben szereplő információk forrásmegjelöléseként.